# آمیران آمیرخانوف
آمیران آمیرخانوف (انگلیسی: Amiran Amirkhanov؛ زادهٔ ۲۷ فوریهٔ ۱۹۸۶ در مسکو) بازیکن بسکتبال در پست پوینت گارد اهل ارمنستان است که در مسابقات کشوری و بین‌المللی در مجموع برندهٔ ۱ مدال طلا شده‌است. از باشگاه‌هایی که در آن بازی کرده‌است می‌توان به بی‌سی اورارتو اشاره کرد.